# Qutb al-Dîn Hasan
Qutb al-Dîn Hasan (en persa: قطب الدین حسن) fue un malik de la dinastía gúrida. Sucedió a su padre Muhammad ibn Abbas en 1080. Qutb heredó un reino que estaba en el caos. Fue asesinado mientras estaba reprimiendo una revuelta al oeste de Ghazni, y fue sucedido por su hijo Izz al-Din Husayn quien restauró la paz en el reino.